# Даніель Ігалі
Бараладей Даніель Ігалі (англ. Baraladei Daniel Igali; нар. 3 лютого 1974, Еніварі, штат Баєльса, Нігерія) — нігерійський і канадський борець вільного і греко-римського стилів, чемпіон світу з вільної боротьби, дворазовий чемпіон Африки з вільної боротьби, бронзовий призер чемпіонату Африки з греко-римської боротьби, срібний призер Всеафриканських ігор з греко-римської боротьби, бронзовий призер Панамериканських ігор з вільної боротьби, срібний призер Кубку світу з вільної боротьби, чемпіон Олімпійських ігор з вільної боротьби. Перший канадський олімпійський чемпіон з боротьби та перший олімпійський чемпіон з боротьби, що народився в Африці. Включений до Всесвітньої Зали слави Міжнародної федерації об'єднаних стилів боротьби (FILA).

## Біографія
Даніель Ігалі почав займатися боротьбою після того, як нігерійський борець-олімпієць Маколей Аппа відвідав його село в середині 1980-х років. Він виграв свій перший національний чемпіонат з вільної боротьби в 1990 році і повторив цей успіх в 1991, 1993 і 1994 роках. Також він був чемпіоном Нігерії з греко-римської боротьби в 1991 і 1993 роках і чемпіоном Африки з вільної боротьби в 1993 і 1994 роках. Ці досягнення дали йому право представляти свою країну на Іграх Співдружності 1994 року, які відбулися у Вікторії, Канада, де він звернувся за отриманням статусу біженця у зв'язку з політичною ситуацією в Нігерії. Він боровся за Дуглас-коледж, а потім за Університет Саймона Фрейзера в Британській Колумбії і був непереможним більше ніж у 116 поєдинках на університетському рівні аж до 1999 року. Він був чемпіоном Канади з греко-римської боротьби в напівсередній вазі в 1997 році і, після отримання громадянства, національним чемпіоном з боротьби вільним стилем в 1998 році і посів четверте місце на чемпіонаті світу 1998 року. У 1999 році він узяв золото і бронзу на чемпіонаті світу і Панамериканських іграх, відповідно, на додаток до того, став національним чемпіоном в обох стилях боротьби. Потім він був обраний в олімпійську збірну Канади на літніх Олімпійських іграх 2000, де він у фіналі з рахунком 7-4 переміг представника Росії Арсена Гітінова. У тому ж році він виграв «Lou Marsh Trophy», як найкращий спортсмен Канади. Надалі Ігалі повністю зосередився на вільній боротьбі і став чемпіоном Канади в 2001 і 2002 роках. Перейшовши в середню вагу, він отримав золото на Іграх Співдружності 2002 року і змагався на літніх Олімпійських іграх в 2004 році, але зазнав поразки з рахунком 1-3 від бронзового призера тих ігор, кубинця Івана Фундори у чвертьфіналі і посів шосте місце.
Він завершив активні виступи після цих Ігор і був введений в Залу слави спорту Британської Колумбії (2001), Залу слави спорту Канади (2007), Олімпійську Залу слави Канади (2012), і Залу слави Міжнародної федерації об'єднаних стилів боротьби (2012). Він був також успішним міжнародним гравцем з каббаді, отримавши прізвисько «Майкл Джордан з каббаді» за свої досягнення.
Ігалі бере активну участь у громадській діяльності. У 2002 році він заснував Фонд Даніеля Ігалі з метою відкриття школи у своєму рідному селі Еніварі в Нігерії, яка згодом була відкрита. У 2006 році він балотувався на політичну посаду в Британській Колумбії, і зазнав поразки, але пізніше став членом палати зборів у нігерійському штаті Баєльса у 2011 році. Він також був тренером збірної Нігерії на літніх Олімпійських іграх 2008 і 2012 років. Отримав вчений ступінь у галузі кримінології в університеті Саймона Фрейзера.

## Спортивні результати

#### Виступи на Олімпіадах
| Змагання                    | Збірна | Вагова категорія          | Місце  |
| --------------------------- | ------ | ------------------------- | ------ |
| Літні Олімпійські ігри 2000 | Канада | вільна боротьба, до 69 кг | Золото |
| Літні Олімпійські ігри 2004 | Канада | вільна боротьба, до 74 кг | 6      |

#### Виступи на Чемпіонатах світу
| Змагання                        | Збірна | Вагова категорія          | Місце  |
| ------------------------------- | ------ | ------------------------- | ------ |
| Чемпіонат світу з боротьби 1998 | Канада | вільна боротьба, до 69 кг | 4      |
| Чемпіонат світу з боротьби 1999 | Канада | вільна боротьба, до 69 кг | Золото |
| Чемпіонат світу з боротьби 2001 | Канада | вільна боротьба, до 69 кг | 9      |
| Чемпіонат світу з боротьби 2002 | Канада | вільна боротьба, до 74 кг | 5      |
| Чемпіонат світу з боротьби 2003 | Канада | вільна боротьба, до 74 кг | 11     |

#### Виступи на Чемпіонатах Африки
| Змагання                         | Збірна  | Вагова категорія                 | Місце  |
| -------------------------------- | ------- | -------------------------------- | ------ |
| Чемпіонат Африки з боротьби 1993 | Нігерія | греко-римська боротьба, до 62 кг | Бронза |
| Чемпіонат Африки з боротьби 1993 | Нігерія | вільна боротьба, до 62 кг        | Золото |
| Чемпіонат Африки з боротьби 1994 | Нігерія | вільна боротьба, до 62 кг        | Золото |

#### Виступи на Панамериканських іграх
| Змагання                  | Збірна | Вагова категорія          | Місце  |
| ------------------------- | ------ | ------------------------- | ------ |
| Панамериканські ігри 1999 | Канада | вільна боротьба, до 69 кг | Бронза |

#### Виступи на Всеафриканських іграх
| Змагання                 | Збірна  | Вагова категорія                 | Місце  |
| ------------------------ | ------- | -------------------------------- | ------ |
| Всеафриканські ігри 1991 | Нігерія | греко-римська боротьба, до 62 кг | Срібло |

#### Виступи на Іграх Співдружності
| Змагання                | Збірна  | Вагова категорія          | Місце  |
| ----------------------- | ------- | ------------------------- | ------ |
| Ігри Співдружності 1994 | Нігерія | вільна боротьба, до 62 кг | 9      |
| Ігри Співдружності 2002 | Канада  | вільна боротьба, до 74 кг | Золото |

#### Виступи на Кубках світу
| Змагання                    | Збірна | Вагова категорія          | Місце  |
| --------------------------- | ------ | ------------------------- | ------ |
| Кубок світу з боротьби 1999 | Канада | вільна боротьба, до 69 кг | Срібло |

#### Виступи на інших змаганнях
| Змагання                                                         | Збірна | Вагова категорія          | Місце  |
| ---------------------------------------------------------------- | ------ | ------------------------- | ------ |
| Гран-прі Німеччини з боротьби 1998                               | Канада | вільна боротьба, до 69 кг | 11     |
| Гран-прі Німеччини з боротьби 1999                               | Канада | вільна боротьба, до 69 кг | Золото |
| Manitoba Open 2002                                               | Канада | вільна боротьба, до 74 кг | Золото |
| Міжнародний меморіал Дейва Шульца 2002                           | Канада | вільна боротьба, до 74 кг | 4      |
| Гран-прі Німеччини з боротьби 2002                               | Канада | вільна боротьба, до 74 кг | Срібло |
| Олімпійський кваліфікаційний турнір з боротьби 2004 (Братислава) | Канада | вільна боротьба, до 74 кг | 4      |
| Гран-прі Німеччини з боротьби 2004                               | Канада | вільна боротьба, до 74 кг | 5      |